# Hamnet
Hamnet est un roman de Maggie O'Farrell paru en 2020.

## Résumé
Le livre raconte la vie de Hamnet Shakespeare, fils de William Shakespeare, mort à 11 ans, et le deuil de ses parents.

## Adaptations
En 2023, le roman a été adapté au théâtre par Lolita Chakrabarti. La pièce a été créée à la Royal Shakespeare Company.
Une adaptation au cinéma par Chloé Zhao a été annoncée en avril 2023 avec dans les rôles principaux Jessie Buckley et Paul Mescal. Le film sortira en 2025.

## Distinctions
- Women's Prize for Fiction 2020[3]
- National Book Critics Circle Award for Fiction 2020
- Waterstones' Book of the Year 2020[4]
- Dalkey Literary Awards - Novel of the Year 2021[5]
- Finaliste du prix Walter Scott 2021[5]
- Prix Libraires en Seine Corinne Kim 2022